# Myranda Jongeling
Myranda Jongeling is een Nederlands toneel-, televisie- en filmactrice, die vooral op het toneel actief is.

## Biografie
Jongeling is sinds de oprichting in 1988 verbonden aan theatergroep De Trust en daarna bij Theatercompagnie. Zij speelde in stukken als Drie zusters, Lulu, Faust, Brandkoorts, Hedda Gabler, Gilgamesj, Don Carlos, Driekoningenavond en De Vrouw van Vroeger.
Hoewel ze hoofdzakelijk toneel bleef spelen, was ze ook geregeld in Nederlandse film- en televisieproducties te zien. Ze had een rol in de met een Gouden Kalf bekroonde film Kracht (1990) met onder meer Theu Boermans, Anneke Blok en Jaap Spijkers, en was daarna te zien als Alex' moeder (Olivier Tuinier) in De Tasjesdief (1995) van Maria Peters, dat internationaal veelvuldig in de prijzen viel; Jaap Spijkers was haar tegenspeler en speelde de vader. Na een rol in de serie Zebra (1998) verscheen ze lange tijd niet meer in films of op televisie. In 2005 speelde ze in de succesvolle film Leef! van Willem van de Sande Bakhuyzen, dat voor meerdere prijzen werd genomineerd en onder andere een Gouden Kalf won. In 2006 was ze te zien in de clip Ik wacht al zo lang van Lange Frans & Baas B, Brutus en Tim Akkerman van DI-RECT. Sinds 2008 heeft ze een prominente rol in de komische televisieserie S1NGLE, met actrices Katja Schuurman, Bracha van Doesburg en Eva Van Der Gucht. Jongeling vertolkt de rol van Wilma Meerdink, die als zuster werkzaam is in een ziekenhuis. Vanaf 7 juni 2012 vertolkt Jongeling samen met Trudy de Jong de rol van Koningin Wilhelmina in Soldaat van Oranje.

## Filmografie

### Film
- 1990 - Kracht - Marktvrouw
- 1995 - De Tasjesdief - Moeder van Alex
- 1997 - Karakter - Mevrouw op het strand
- 1997 - On the Rocks - onbekend
- 2001 - Qui vive - Xantippe
- 2005 - Leef! - Tina
- 2008 - Bride Flight - Mevrouw Doorman
- 2009 - Happy End - Xantippe
- 2009 - Taartman - Ambtenaar van de burgerlijke stand
- 2010 - De gelukkige huisvrouw - Machteld
- 2010 - De Nobelprijswinnaar - Dokter
- 2011 - Alle tijd - Vrouw

### Televisieserie
- 1996 - Tijd van leven - Mimi Hanegraaf
- 1998 - Zebra - Sylvia de Ridder
- 2008 - Keyzer & de Boer advocaten - Mevrouw van Straeten
- 2008-2010 - S1NGLE - Wilma Meerdink
- 2009 - Sorry Minister - Loes van Wanten
- 2013 - Overspel 2 - Kinderrechter
- 2014 - Moordvrouw - Ellen Hoeke
- 2014 - Divorce - Corine
- 2015-2017 - Smeris - Neelie van Leeuwen
- 2016 - De Jacht - Buurvrouw

### Schrijver
- 2013 - Flikken Maastricht Afl. Oud Zeer
- 2012 - Flikken Maastricht Afl. Slangenkop
- 2012 - Flikken Maastricht Afl. Baby Gaga
- 2013 - Johnny Bakru
- 2014 - Duivelse Dilemma's - De prijs van de waarheid

## Televisieserie
- Bed & Breakfast, gastrol moeder Gans (1998)